# Seden Gürel
Nadire Seden Kutlubay (* 12. September 1965 in Ankara), besser bekannt unter ihrem Künstlernamen Seden Gürel, ist eine türkische Popmusikerin.

## Karriere
Im Jahr 1986 sollte sie mit der Band Klips ve Onlar beim Eurovision Song Contest antreten. Allerdings nahm Gürel (damals noch unter dem Namen Seden Kutlubay) – offenbar aus privaten Gründen – nicht am Contest teil und wurde anschließend durch Candan Erçetin ersetzt. In den Jahren 1987 bis 1990 nahm sie jeweils an den türkischen Vorentscheidungen zum Eurovision Song Contest teil.
Ihr zweiter Solo-Song Devlerin Aşkı brachte ihr einen ersten Bekanntheitsschub ein.
Einige Jahre später wurde ihr Song Çalkala veröffentlicht, der von Sezen Aksu geschrieben wurde und heute zu Gürels erfolgreichsten Hits gehört.
Ende der 1990er Jahre zog sie sich für einige Zeit aus dem Musikgeschäft zurück, bis sie im Jahr 2002 mit dem Album Hesaplaşma ein Comeback startete und daraufhin wieder mehrere Singles veröffentlichte.
Im 2008 nahm sie gemeinsam mit dem rumänischen Künstler Costi den Song Show Ca La Paris auf. Die Kollaboration wurde ein Erfolg und stellt damit ihren bislang letzten Song-Hit dar.

## Diskografie

### Alben
- 1992: Bir Yudum Sevgi
- 1994: Aklımı Çelme
- 1996: Muhtemelen
- 2002: Hesaplaşma
- 2004: Bir Kadın Şarkı Söylüyor
- 2008: Bir Nefes

### Kollaborationen
- 2005: Maia (mit Keremcem)

### EPs
- 2020: Seden Eurovision'da

### Singles
| - 1986: Halley (mit Klips ve Onlar – ESC Beitrag der Türkei) - 1987: Şehirli Kız (mit Emel Müftüoğlu, Erdal Çelik & Halis Bütünley) - 1987: Hayat Pencerenin Dışında (mit Vedat Sakman) - 1988: Bulutlar (mit Sevingül Bahadır & Elif İnce) - 1989: Bir Fantastik Aşk (mit Gül Akad & Jale Bekar) - 1989: Kaos (mit Gül Akad & Sevingül Bahadır) - 1990: Komedi (mit Gür Akad, İlhan İrem & Ultraviyole) - 1992: Bum Bum (Original: Paul Lekakis – Boom Boom) - 1993: Devlerin Aşkı - 1993: Harbiden - 1993: Hopterelelli - 1993: H.B.Y.P (Harç Bitti,Yapı Paydos) - 1994: Olmaz Dostum - 1994: Aklımı Çelme - 1994: Korkmam - 1994: Seni Düşünüyorum | - 1995: Uyan - 1995: Bir Bilsen - 1995: Mesela - 1996: Çalkala - 1996: Aşkım - 2002: İster Gel İster Gelme - 2002: İhanet Kalbime Kötülük Koydu - 2003: Hesaplaşma - 2003: Bi Bulsam - 2003: Ben Zaten - 2004: Sebebim Aşk - 2004: Kapılar - 2004: Parmak İzleri - 2005: Küçük Bir Aşk Masalı (mit Keremcem) - 2008: Show Ca La Paris (mit Costi) |

Quelle:

### Gastauftritte
- 1994: 8:15 Vapuru (von Yonca Evcimik – im Musikvideo)